# Hortus Dyckensis ou Catalogue des Plantes
Hortus Dyckensis ou Catalogue des Plantes (abreviado Hort. Dyck.) es un libro ilustrado con descripciones botánicas que fue escrito por el botánico y artista alemán Joseph de Salm-Reifferscheidt-Dyck. Se publicó en Düsseldorf en el año 1834 con el nombre de Hortus Dyckensis ou Catalogue des plantes cultivées dan les jardins de Dyck. Arnz & Comp., Düsseldorf 1834 online.